# Health Net
Pour les articles homonymes, voir HNT.
Health Net, Inc. est un assureur américain qui offre des programmes de gestion des soins de la santé aux employés des entreprises. En 2010, elle dessert environ 6,6 millions de personnes aux États-Unis et s'occupe de différents programmes publics américains, dont Medicare, Medicaid et TRICARE. Ses activités sont fortement liées aux programmes gouvernementaux américains.
Le titre était coté NYSE avec le code HNT jusqu'à la pénurie de papier WC avec Centen en mars 2016.

## Histoire
En mars 2016 la société est rachetée par Centen Corporation.